# Herman Wijns
Pour les articles homonymes, voir Wyns (homonymie).
Herman Wijns (ou Herman Wyns), né le 15 mars 1931 à Merksem, aujourd'hui un district d'Anvers en Belgique, mort le 26 mai 1941 à Merksem, est un jeune Flamand dont la cause de béatification est en cours d'étude. 

## Biographie succincte
Né en 1931 à Merksem, Herman Wijns fait sa première communion à l'âge de 6 ans et participe chaque jour à la messe, souvent en étant servant d'autel. Il veut être « prêtre... sinon rien » et mène une vie de jeune chrétien exemplaire. Blessé accidentellement en 1941, il meurt en odeur de sainteté après plusieurs opérations.
La dévotion à Herman Wijns semble largement répandue : selon Thierry Lelièvre, plusieurs grâces auraient été obtenues par son intercession, et plus de 1 400 ex-voto garnissent sa tombe en signe de reconnaissance.

## Sources bibliographiques
- Thierry Lelièvre, Même les enfants peuvent être canonisés !, Paris, éditions Pierre Téqui, 2005, page 265.
- (nl) Lucienne De Maeght, Herman Wijns : Een liefde-magneet tussen God en de mensen, Merksem, Vrienden van Herman Wijns vzw, 1993, 96 pages.
- Omer Van de Vijvere, Frère Marius-Jean, Le petit prêtre de Merksem (Anvers) : Herman Wijns (1931-1941), Éditions Jules Hovine, 1972, 151 p.
- (nl) Alfred Scheers, Herman Wijns: het blijspel van 'n jongensleven, Minderbroedersklooster, 1942, 83 pages.
- Michel de Crousnilhon, Herman Wijns, l'enfant prêtre : un futur saint ?, Toulon, Les Presses du Midi, 2017, 52 p. (ISBN 978-2-8127-0892-3).